# 高平県 (湖南省)
高平県（こうへい-けん）は中華人民共和国湖南省にかつて設置された県。現在の邵陽市隆回県大橋郷小坳村に相当する。
266年（宝鼎元年）、三国呉により昭陵県より分割設置された。280年（太康元年）、西晋により一時南高平県と改称されたが、間もなく高平県に戻されている。南北朝時代も各王朝により沿襲されたが、陳により廃止され、邵陽県に統合された。